# American Music Awards 2012
40-я церемония American Music Awards прошла 18 ноября 2012 года в Nokia Theatre в Лос-Анджелесе. На церемонии были признаны наиболее популярные исполнители и альбомы 2012 года. Номинанты были объявлены 9 октября 2012 года Кристиной Агилерой. В этом году была добавлена новая категория, Electronic Dance Music. Джастин Бибер выиграл во всех своих трёх номинациях; Ники Минаж победила в двух из четырёх номинаций; Адель, Рианна и Тейлор Свифт, также заявленные в четырёх номинациях получили по одной награде.

## Номинанты и победители
Победители выделены жирным шрифтом.
| Artist of the Year                                                       | Old Navy New Artist of the Year                                                                                            |
| ------------------------------------------------------------------------ | --- |
| Джастин Бибер - Дрейк - Maroon 5 - Кэти Перри - Рианна                   | Карли Рэй Джепсен - J. Cole - fun. - Готье - One Direction                                                                 |
| Favorite Pop/Rock Male Artist                                            | Favorite Pop/Rock Female Artist                                                                                            |
| Джастин Бибер - Flo Rida - Питбуль - Ашер                                | Кэти Перри - Келли Кларксон - Ники Минаж - Рианна                                                                          |
| Favorite Pop/Rock Band/Duo/Group                                         | Favorite Pop/Rock Album |

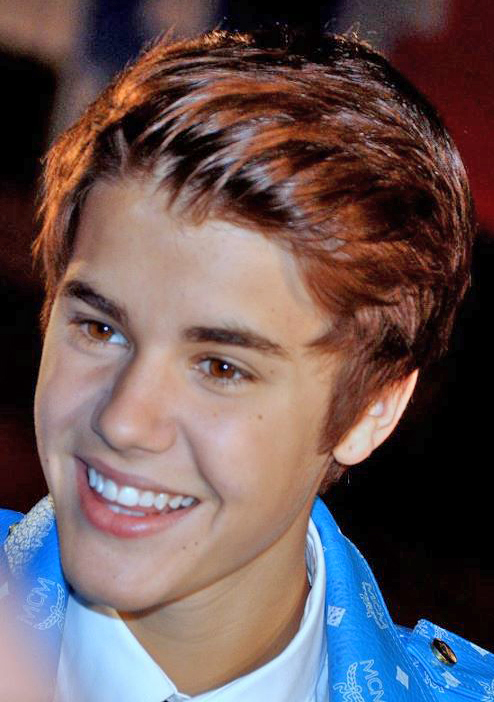
Джастин Бибер победил в трёх номинациях, включая «Артист года»

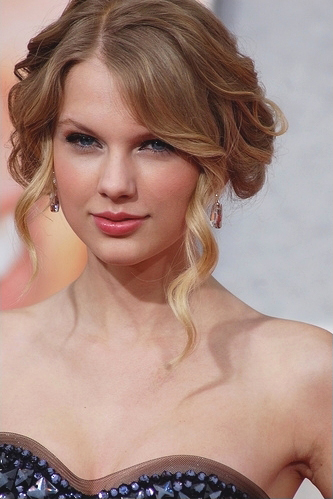
Тейлор Свифт выигрывает в номинации «Любимая кантри-певица» 5-й год подряд

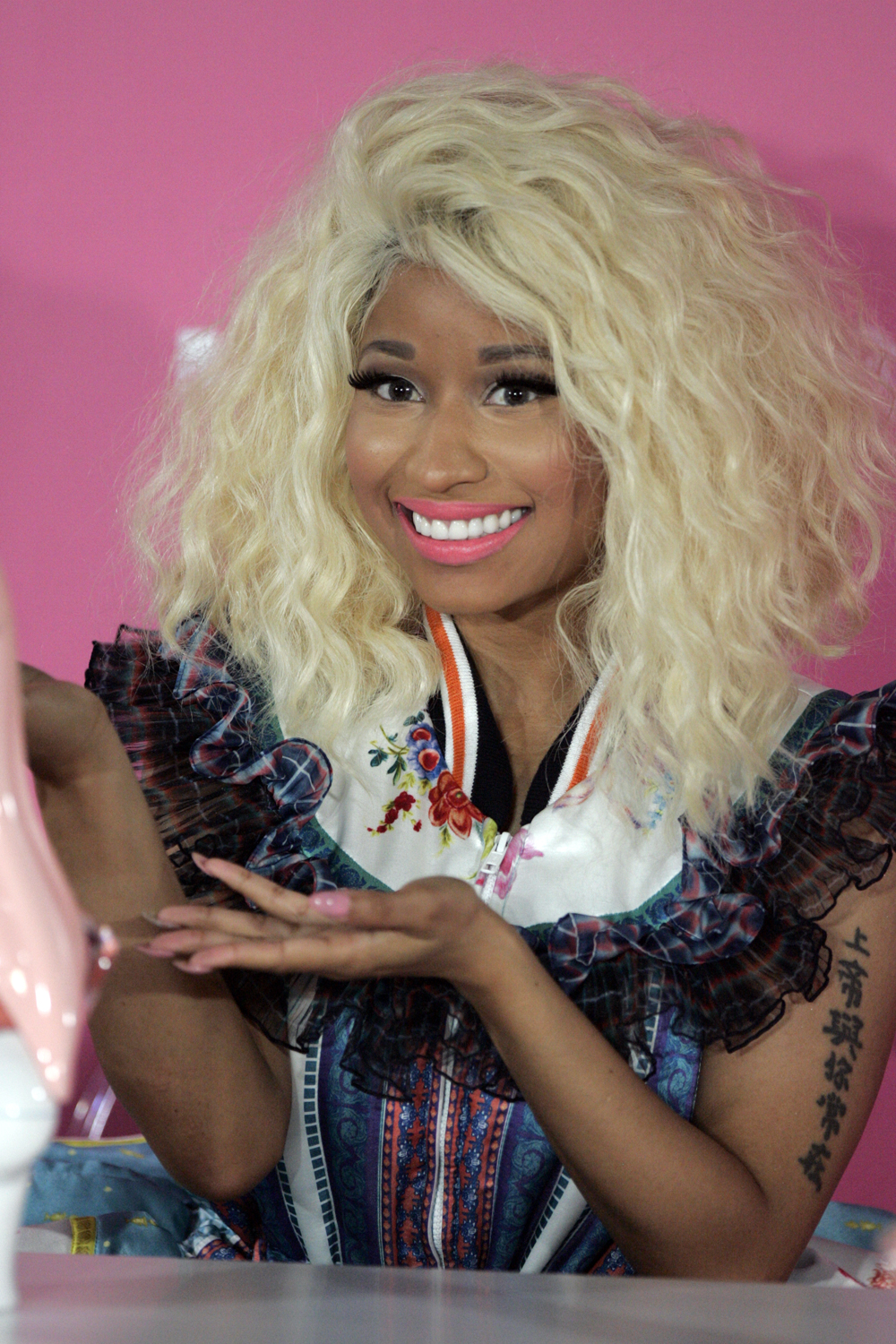
Ники Минаж победила в двух номинациях из четырёх

| Maroon 5 - fun. - One Direction - The Wanted                             | Believe — Джастин Бибер - Overexposed — Maroon 5 - Pink Friday: Roman Reloaded — Ники Минаж - Up All Night — One Direction |
| Favorite Country Male Artist                                             | Favorite Country Female Artist                                                                                             |
| Люк Брайан - Джейсон Олдин - Эрик Чёрч                                   | Тейлор Свифт - Миранда Ламберт - Кэрри Андервуд                                                                            |
| Favorite Country Band/Duo/Group                                          | Favorite Country Album |
| Lady Antebellum - Rascal Flatts - Zac Brown Band                         | Blown Away — Кэрри Андервуд - Tailgates & Tanlines — Люк Брайан - Tuskegee — Лайонел Ричи                                  |
| Favorite Rap/Hip-Hop Artist                                              | Favorite Rap/Hip-Hop Album                                                                                                 |
| Ники Минаж - Дрейк - Tyga                                                | Pink Friday: Roman Reloaded — Ники Минаж - Cole World: The Sideline Story — J. Cole - Take Care — Дрейк                    |
| Favorite Soul/R&B Male Artist                                            | Favorite Soul/R&B Female Artist                                                                                            |
| Ашер - Крис Браун - Trey Songz                                           | Бейонсе - Мэри Джей Блайдж - Рианна                                                                                        |
| Favorite Soul/R&B Album                                                  | Favorite Alternative Artist                                                                                                |
| Talk That Talk — Рианна - Fortune — Крис Браун - Looking 4 Myself — Ашер | Linkin Park - The Black Keys - Готье                                                                                       |
| Favorite Adult Contemporary Artist                                       | Favorite Latin Artist |
| Адель - Келли Кларксон - Train                                           | Шакира - Дон Омар - Питбуль                                                                                                |
| Favorite Contemporary Inspirational Artist                               | Favorite Electronic Dance Music                                                                                            |
| tobyMac - Джереми Кэмп - Newsboys                                        | Дэвид Гетта - Кельвин Харрис - Skrillex                                                                                    |

## Выступления
- Ашер — «Numb» / «Climax» / «Can’t Stop Won’t Stop»
- Карли Рэй Джепсен — «This Kiss» / «Call Me Maybe»
- The Wanted — «I Found You»
- Келли Кларксон — «Miss Independent» / «Since U Been Gone» / «Stronger (What Doesn't Kill You)» / «Catch My Breath»
- Кеша — «Die Young»
- No Doubt — «Looking Hot»
- Тейлор Свифт — «I Knew You Were Trouble»
- Linkin Park — «Burn It Down»
- Ники Минаж — «Freedom»
- Пинк — «Try»
- Джастин Бибер / Ники Минаж — «As Long as You Love Me» / «Beauty and a Beat»
- Кристина Агилера / Питбуль — «Lotus Intro» / «Army of Me» / «Let There Be Love» / «Don’t Stop the Party» / «Feel This Moment»
- Кэрри Андервуд — «Two Black Cadillacs»
- Swizz Beatz / Крис Браун / Ludacris — «Everyday Birthday»
- Стиви Уандер — Трибьют Дику Кларку: «Master Blaster (Jammin'» / «My Cherie Amour» / «Sir Duke»
- PSY / MC Hammer — «Gangnam Style» / «2 Legit 2 Quit»

## Ведущие
- Райан Сикрест вручал награду Favorite Pop/Rock Male Artist, и позже представил Стиви Уандера
- Эрик Стоунстрит вручал награду Favorite Country Female Artist
- Люси Хейл и Филлип Филлипс представляли Карли Рэй Джепсен
- Рэнди Джексон представлял Келли Кларксон
- Стэйси Кейблер и Ne-Yo вручали награду Favorite Rap/Hip-Hop Album
- Синди Лопер представляла Кешу
- Karmin представляли No Doubt
- Керри Вашингтон и Аполо Оно вручали награду Favorite Alternative Artist
- Florida Georgia Line представляли Тейлор Свифт
- Дженнифер Моррисон и Джиннифер Гудвин вручали награду Favorite R&B/Soul Male Artist
- Lady Antebellum вручала награду Favorite Country Male Artist
- Хайди Клум представляла Пинк
- Backstreet Boys вручали награду New Artist of the Year
- Колби Кэйллат и Гевин Дегро вручали награду Favorite Country Band/Duo/Group
- Карли Рэй Джепсен представляла Джастина Бибера
- Элиша Катберт и Келли Роуленд вручали награду Favorite Electronic Dance Music
- Глория Эстефан представляла Кристину Агилеру
- Люк Брайан и Дженни Маккарти вручали награду Favorite Pop/Rock Album и представляли Кэрри Андервуд
- Брэнди представляла Swizz Beatz, Криса Брауна и Ludacris
- Хейден Панеттьер и 50 Cent вручали награду Favorite Rap/Hip-Hop Artist
- Neon Trees вручали награду Favorite Country Album
- will.i.am вручал награду Artist of the Year и представлял PSY